# Stanisława Kowalczyk-Majewska
Stanisława Kowalczyk–Majewska (ur. 3 września 1937 w Sosnowcu) – polska aktorka i tancerka.

## Życiorys
W 1956 roku ukończyła Szkołę Baletową w Warszawie. Pracowała w Państwowej Operetce Śląskiej w Gliwicach, a od 1959 roku w nowo otwartym Teatrze Muzycznym w Gdyni, gdzie już nie tylko tańczyła, ale i grała role wokalno-aktorskie. W 1962 roku została zaproszona na gościnne występy w „Pannie wodnej” w Operetce Warszawskiej, a odniesiony sukces sprawił, że od 1963 podpisała z nimi stałą umowę. Następnie przez cztery sezony pracowała w Teatrze Muzycznym w Łodzi, w którym także zaczęło się od gościnnego występu spowodowanego poszukiwaniem zastępstwa za główną wykonawczynię podczas premiery „Czarującego Giulio”. Dopiero w 1968 roku wróciła do stolicy, by zacząć pracę w Teatrze Roma. Współpracowała także z Teatrem Rozmaitości. W 1987 przeszła na emeryturę.
Zagrała rolę epizodyczną w serialu 07 zgłoś się.
Prywatnie żona Czesława Majewskiego, kompozytora.